# Métropole du Sud
La métropole du Sud est une des dix anciennes métropoles ou arrondissements métropolitains de l'Église constitutionnelle en France.
Créée par la constitution civile du clergé en 1790, elle comprenait les dix diocèses des départements de la Haute-Garonne, du Gers, des Basses-Pyrénées, des Hautes-Pyrénées, de l'Ariège, des Pyrénées-Orientales, de l'Aude, de l'Aveyron, du Lot et du Tarn.
Elle fut supprimée à la suite du concordat de 1801.

## Liste des évêques constitutionnels
- Antoine Pascal Hyacinthe Sermet, évêque de la Haute-Garonne;
- Bernard Font, évêque de l'Ariège;
- François-Louis Lemercier, évêque de l'Ariège;
- Guillaume Besaucèle, évêque de l'Aude;
- Louis Belmas, évêque de l'Aude;
- Claude Debertier, évêque de l'Aveyron;
- Barthélemy-Jean-Baptiste Sanadon, évêque du Gard;
- Paul-Benoît Barthe, évêque du Gers;
- Jean-Guillaume Molinier, évêque des Hautes-Pyrénées;
- Jean Danglars, évêque du Lot;
- Gabriel Deville, évêque des Pyrénées-Orientales;
- Dominique-Paul Villa, évêque du Pyrénées-Orientales;
- Jean-Joachim Gausserand, évêque du Tarn.

## Sources
- Paul Pisani, Répertoire biographique de l'épiscopat constitutionnel (1791-1802), A. Picard & Fils, Paris, 1907, p. 361-407.
- Tableau des évêques constitutionnels de France, de 1791 à 1801, Paris, 1827